# Konětopy
Konětopy település Csehországban, a Kelet-prágai járásban. Konětopy Dřísy, Sudovo Hlavno és Čečelice településekkel határos. Lakosainak száma 333 fő (2024. január 1.).

## Népesség
A település lakosságának változását az alábbi diagram mutatja:
| Lakosok száma | 395  | 412  | 451  | 347  | 317  | 259  | 304  | 318  | 315  | 333  |
|               | 1869 | 1890 | 1921 | 1950 | 1980 | 2001 | 2017 | 2019 | 2022 | 2024 |